# Préservation des biopolymères
Pour la plupart, les fossiles sont constitués de matériaux minéralisés comme les os ou les coquilles. Cependant, des biopolymères comme la chitine et le collagène peuvent parfois laisser des fossiles comme dans la formation géologique des Schistes de Burgess (préservation de schistes de type Burgess (en)) ainsi que dans les palynomorphes. Contrairement aux idées reçues, la préservation des tissus mous n'est pas aussi rare.

## Éléments conservés
L'ADN et les protéines sont instables, et il est rare qu'elles subsistent plus de quelques centaines de milliers d'années avant de se dégrader. Les polysaccharides ont eux aussi un faible potentiel de conservation, sauf s'ils sont hautement réticulés ; cette interconnexion se rencontre plus fréquemment dans les tissus structurels, et elle les rend résistants à la décomposition chimique. Ces tissus (qui entre parenthèses sont chimiquement résistants) comprennent le bois (la lignine), les spores et le pollen (sporopollénine), les cuticules des plantes (cutane) et des animaux, les parois cellulaires des algues (les algaenans (en)), et éventuellement la couche de polysaccharide de certains lichens.
Une telle interconnexion rend les produits chimiques moins sujets à la pourriture chimique en même temps qu'elle en fait une moins bonne source d'énergie, moins susceptible par conséquent d'être digérée par des organismes nécrophages. Après avoir été soumises à la chaleur et à la pression, ces molécules organiques réticulées « cuisent » généralement et se transforment en kérogène ou en molécules de carbone courtes (<17 atomes C) aliphatiques ou aromatiques. D'autres facteurs influent sur la probabilité de conservation ; par exemple la sclérification permet aux mâchoires de polychètes de se conserver plus facilement que la cuticule du corps, chimiquement équivalente mais non sclérotisée.
Seuls les tissus mous résistants, du type cuticulé, sembleraient bénéficier d'une préservation du type schistes de Burgess, mais il existe un nombre croissant d'organismes dépourvu d'une telle cuticule, comme pikaia, qui était probablement un chordé et Odontogriphus, dépourvu de coquille.
C'est une idée fausse, quoique très répandue, que les conditions anaérobies seraient nécessaires pour la préservation des tissus mous ; en effet une grande partie de la désintégration se fait par l'intermédiaire de bactéries sulfato-réductrices qui ne peuvent survivre que dans des conditions anaérobies. L'anoxie, cependant, réduit notablement la probabilité pour des charognards de perturber l'organisme mort, et c'est l'activité d'autres organismes qui est sans aucun doute l'une des causes principales de la destruction des tissus mous.
La cuticule des plantes est plus sujette à la conservation si elle contient de la cutane, plutôt que la cutine.
Les plantes et les algues produisent les composés les plus susceptibles de se conserver, ils ont été répertoriés par E. W. Tegellaar en fonction de leur potentiel de conservation.

## Rôle des minéraux argileux
Les minéraux argileux peuvent améliorer la préservation de la matière organique, et les différents minéraux argileux laissent des signatures différentes. La matière organique accompagnée d'argiles a tendance à être riche en lipides et en protéines et pauvre en lignine; il semble que la kaolinite enrichisse la matière organique avec des polysaccharides, tandis que la matière organique riche en composés aromatiques se conserve quand elle est associée avec des smectites telles que la montmorillonite.